# Eyvind Earle
Eyvind Earle (* 26. April 1916 in New York City; † 20. Juli 2000 in Carmel-by-the-Sea, Kalifornien) war ein US-amerikanischer Maler, Autor und Illustrator. In besonderem Maße bekannt ist seine Arbeit für Walt Disney in den 1950er-Jahren.
Im Jahr 1937 hatte Eyvind Earle seine erste Ausstellung in New York. Zwei Jahre später hingen seine Bilder erstmals im Metropolitan Museum of Art, heute sind sie dort in einer Dauerausstellung zu sehen, wie auch in verschiedenen anderen Museen in den USA. Zudem gibt es weltweit immer wieder Ausstellungen mit Werken Eyvind Earles, so 2008/08 in der „Kunsthalle München“ und im „Münchner Stadtmuseum“. Seine frühen Werke waren im realistischen Stil gehalten. In den 1940er-Jahren kreierte er zudem mehr als 800 Weihnachtskarten für die „American Artist Group“.
1951 begann er als Hintergrundmaler in den Walt Disney Studios zu arbeiten. Obwohl er mit Peter Pan (1953) und Susi und Strolch (1955) bereits an zwei abendfüllenden Filmen und verschiedenen Kurzfilmen beteiligt war, ist er heute in erster Linie für Dornröschen bekannt, einem „[...] der künstlerischen Höhepunkte des Animationsfilms im 20. Jahrhundert [...]“. In monatelanger Arbeit Eyvind Earles „[...] entstanden große, äußerst detailreiche und in der Landschaftsgestaltung auf weitläufige Fernsicht angelegte Szenenbilder, in denen Disney sein Ideal der ‚lebendigen Illustration‘ verwirklicht sah.“
Ab dem Jahr 1966 widmete sich Eyvind Earle wieder der Malerei. 1998 wurde er mit dem Winsor McCay Award der Annie Awards ausgezeichnet. Er starb am 20. Juli 2000 im Alter von 84 Jahren in Kalifornien.